# Pristimantis illotus
Espèce
Synonymes
- Eleutherodactylus illotus Lynch & Duellman, 1997

Statut de conservation UICN

 NT  : Quasi menacé
Pristimantis illotus est une espèce d'amphibiens de la famille des Craugastoridae.

## Répartition
Cette espèce se rencontre entre 1 380 et 2 560 m d'altitude :
- en Équateur sur le versant Ouest de la cordillère Occidentale dans les provinces de Pichincha, de Imbabura et de Carchi ;
- en Colombie sur le versant Ouest de la cordillère Occidentale dans le département de Valle del Cauca.

## Publication originale
- Lynch & Duellman, 1997 : Frogs of the genus Eleutherodactylus (Leptodactylidae) in western Ecuador: systematics, ecology, and biogeography. Special Publication, Natural History Museum, University of Kansas, vol. 23, p. 1-236 (texte intégral).